# Есаков, Алексей Акимович
Алексей Акимович Есаков (1787—1815) — русский скульптор и медальер, академик Императорской Академии художеств.

## Биография
Воспитанник Императорской Академии художеств (1793–1809). Награждался Академией художеств: малая серебряная медаль (1806 и 1807), большая серебряная и малая золотая (1809) за программу «Андромаха оплакивает Гектора». Получил аттестат 1-й степени со шпагой (1809). Получил большую золотую медаль (1810) за работу «Отъезд Великого Князя Дмитрия Донского на сражение c Vfvftv».
Был оставлен пенсионером при Академии художеств по медальерному классу К. А. Леберехта.
Академик медальерного искусства (1813) по вырезанному на камне сюжету «Геркулес, ввергающий в море отрока, принёсшего ему отравленную одежду». Определён помощником главного медальера в медальном классе Академии художеств. Преподавал в Академии художеств (1813–1815).
Жил в основном в Петербурге.
Среди основных работ: рельефы – «Марфа-посадница у Феодосия» (1808), «Князь Пожарский перед народом», «Мучение св. апостола Андрея», «Отъезд великого князя Дмитрия Донского на сражение с Мамаем» (1810), «Иван Грозный, поящий воина» (1811); портрет Петра I. Выполнял медали, преимущественно копии с медалей Леберехта.

## Примечание
1. ↑  Список русских художников к юбилейному справочнику Императорской Академии художеств, 1915, с. 253.
2. ↑  Российская Академия художеств: Есаков Алексей Екимович.